# Феи, Паоло ди Джованни
Паоло ди Джованни Феи (итал. Paolo di Giovanni Fei; ок. 1345, Сиена — 1411) — живописец итальянского проторенессанса cиенской школы.

## Биография и творчество
Паоло ди Джованни Феи был выдающимся мастером живописи сиенской школы второй половины XIV века. Он был заново открыт в XX веке, а честь его открытия принадлежит известному знатоку итальянской живописи Бернарду Беренсону. Беренсон составил и первый каталог работ художника; впоследствии он был отредактирован Майклом Мэллори в его монографии, вышедшей в 1976 году.
Точная дата его рождения неизвестна; в Сиену он прибыл из Сан Квирико. Судя по документам, Паоло сделал карьеру не только как известный художник, получавший престижные заказы, но и как государственный деятель, поскольку согласно архивным данным в 1369 году он числился членом Совета республики, и в дальнейшем занимал несколько административных должностей в сиенском правительстве. Такая практика в Сиене второй половины XIV века была весьма распространённой; художники часто становились либо республиканскими чиновниками, как например, Андреа и Липпо Ванни, либо работали в качестве дипломатов, поскольку нередко выезжали в другие города для выполнения заказов, заодно представляя в них сиенское правительство.
1381 годом датируется самая ранняя его работа — большая алтарная картина «Рождество Марии» (Сиена, Пинакотека). В 1389 году его имя значится в реестре сиенских художников. С 1395 по 1410 год имя Паоло ди Джованни Феи неоднократно появляется в архивных документах, связанных с работами в Сиенском соборе; например, в 1395, 1397 и 1400 годах он упоминается как ответственный за роспись полихромной статуи одного из покровителей Сиены Св. Савиния (она была создана скульптором Фра Гвидо ди Джованни и располагалась в помещении для церковного хора). По всей вероятности художник скончался вскоре после 1410 года.
Исследователи отмечают, что творчество Паоло отчасти находилось в зависимости от манеры Бартоло ди Фреди, однако самое глубокое влияние на него оказала сиенская традиция первой половины XIV века — искусство Симоне Мартини и братьев Лоренцетти. Среди дошедшего до наших дней художественного наследия Паоло ди Джованни Феи особенно выделяются два больших алтарных образа — «Рождество Марии» (Сиена, Пинакотека) и «Введение Марии во храм» (Вашингтон, Национальная художественная галерея). Именно эти работы считаются характерными, если не образцовыми, для стиля Паоло.
«Рождество Марии».
Алтарь был расписан для сиенской церкви Сан Маурицио в 1381 году (хотя, как отмечают исследователи, дату можно интерпретировать и как 1391 год). На центральной панели алтаря художник изобразил сцену рождения Марии, практически скопировав работу Пьетро Лоренцетти на эту же тему, созданную в 1342 году и хранящуюся ныне в Музее Сиенского собора. Паоло как бы развернул всю сцену справа налево и добавил два окна, через которые можно видеть цветущий сад — любимая тема готических художников. В отличие от более материальных и приземистых фигур, которые создал Лоренцетти, Паоло пишет более вытянутые и изящные фигуры, характерные для готической живописи, а также применяет изысканную, нарядную цветовую гамму. Эти тона, а также красиво струящиеся складки одежд напоминают произведения Симоне Мартини. Известный исследователь старой итальянской живописи Лучано Беллози считает этот алтарь наиболее значительным и важным среди всего созданного в Сиене в конце XIV века.
«Введение Марии во храм».
Исследователи полагают, что триптих «Введение Марии во храм» (147х140 см. Вашингтон, Национальная художественная галерея) является центральной частью большого полиптиха, остальные створки которого не сохранились. Полиптих был заказан в 1398 году для капеллы Св. Петра в сиенском соборе. Подобно сцене «Рождество Марии», описанной выше, пространство картины разделено на три части колоннами, создающими иллюзию глубины. Юная Мария предстаёт перед первосвященником, скрестив руки на груди и обратив свой взор к стоящим слева родителям — Иоахиму и Анне. Интересно, что Паоло одновременно изобразил и экстерьер храма, и его интерьер; этот приём восходит к Амброджо Лоренцетти, а именно к его «Принесению во храм» из галереи Уффици (1342г). Английская исследовательница Дайана Норманн считает, что прообразом картины могла быть не сохранившаяся фреска «Введение Марии во храм», написанная ранее Амброджо Лоренцетти на фасаде госпиталя Санта-Мария делла Скала.
Среди других произведений Паоло следует упомянуть сохранившийся не полностью полиптих, созданный для храма Св. Агаты «Мадонна с младенцем, ангелами и святыми» (Ашано, Музей Палаццо Корболи), полиптих «Троица со святыми» из домского собора Неаполя, полное изящества «Вознесение Марии» (1385 г.) из Национальной галереи, Вашингтон; «Мадонну на троне с ангелами и святыми» (1390 г.) из музея Метрополитен, Нью-Йорк; «Распятие со святыми» (ок.1400 г.) из музея Вальрафа-Рихартса, Кёльн; трогательное «Благовещение» из городского музея Амадео Лиа (Ла Специя), «Проповедь Иоанна Крестителя» из музея Фогга, Гарвард. Художнику приписывается довольно большой корпус произведений, среди которых есть небольшие портативные триптихи («Распятие со святыми» Музей Крисдж, Мичиганский Университет), диптихи («Мадонна с младенцем на троне» и «Распятие» — Пинакотека, Сиена), и целая серия «Мадонн с младенцем» со святыми, ангелами, или без таковых (Эрмитаж, Санкт Петербург; Музей Метрополитен, Нью-Йорк; Высокий художественный музей, Атланта; Пинакотека Брера, Милан; Музей Чи Мэй, Тайвань; Музей Линденау, Альтенбург; Музей собора, Сиена).
Творчество Паоло ди Джованни Феи оказало влияние на ведущих сиенских художников следующего поколения — Сассетту и Джованни ди Паоло.
- Мадонна с Младенцем и двумя ангелами. Середина 1380-х гг. Эрмитаж, Санкт-Петербург.
- Мадонна с младенцем. 1370-е гг. Музей Метрополитен, Нью-Йорк.
- Мадонна с Младенцем, святыми и ангелами. 1385-1390 гг. Музей Линденау, Альтенбург.
- "Мадонна дель латте" ("Млекопитательница"). 1385. Сиена, Музей произведений искусства собора.

### Работы художника
- artcyclopedia.com
- metmuseum.org
- nga.gov

1. ↑  mutualart.com — 2008.